# 8 Horas do Barém
8 Horas do Barém (anteriormente 6 Horas do Barém) (بطولة ثماني ساعات في البحرين) É uma corrida de carros esportivos realizada no Circuito Internacional do Barém, em Sakhir, Barém. Foi criada para o Campeonato Mundial de Endurance da FIA e foi realizada pela primeira vez em 29 de setembro de 2012 como a sexta etapa do Campeonato Mundial de Endurance de 2012. A criação da corrida gerou controvérsia, pois a data da corrida inaugural coincidiu com a Petit Le Mans de 2012.

## História
A corrida foi criada para integrar o calendário do Campeonato Mundial de Endurance da FIA (FIA WEC), servindo como uma das etapas do campeonato. Em 2019, a prova foi expandida para um formato de 8 horas, substituindo o formato original de 6 horas, tornando-se a principal corrida de resistência da região do Oriente Médio.

## Evento de 2021 com rodadas duplas
Em 7 de julho de 2021, o ACO anunciou que a quinta etapa do Campeonato Mundial de Endurance da FIA de 2021 em Fuji havia sido cancelada devido às restrições de viagem relacionadas à pandemia de COVID-19, sendo substituída por uma corrida adicional de 6 horas no Barém, em 30 de outubro. A corrida original de 8 horas também foi antecipada de 20 para 6 de novembro, criando a primeira rodada dupla na história do campeonato.

## Resultados
| Ano                | Vencedores                                         | Equipe                | Carro                   | Duração da corrida | Distância percorrida    | Campeonato                             | Relatório          | Referências        |
| Formato de 6 horas | Formato de 6 horas                                 | Formato de 6 horas    | Formato de 6 horas      | Formato de 6 horas | Formato de 6 horas      | Formato de 6 horas                     | Formato de 6 horas | Formato de 6 horas |
| ------------------ | -------------------------------------------------- | --------------------- | ----------------------- | ------------------ | ----------------------- | -------------------------------------- | ------------------ | ------------------ |
| 2012               | Benoît Tréluyer André Lotterer Marcel Fässler      | Audi Sport Team Joest | Audi R18 e-tron quattro | 6:00:56            | 1.033,69 km (642,31 mi) | Campeonato Mundial de Endurance da FIA | Relatório          | [ 5 ]              |
| 2013               | Stéphane Sarrazin Sébastien Buemi Anthony Davidson | Toyota Racing         | Toyota TS030 Hybrid     | 6:01:15            | 1.076,98 km (669,20 mi) | Campeonato Mundial de Endurance da FIA | Relatório          | [ 6 ]              |
| 2014               | Alexander Wurz Stéphane Sarrazin Mike Conway       | Toyota Racing         | Toyota TS040 Hybrid     | 6:00:18            | 1.055,34 km (655,76 mi) | Campeonato Mundial de Endurance da FIA | Relatório          | [ 7 ]              |
| 2015               | Romain Dumas Marc Lieb Neel Jani                   | Porsche Team          | Porsche 919 Hybrid      | 6:00:52            | 1.076,98 km (669,20 mi) | Campeonato Mundial de Endurance da FIA | Relatório          | [ 8 ]              |
| 2016               | Lucas di Grassi Loïc Duval Oliver Jarvis           | Audi Sport Team Joest | Audi R18 e-tron quattro | 6:00:12            | 1.052,86 km (654,22 mi) | Campeonato Mundial de Endurance da FIA | Relatório          | [ 9 ]              |
| 2017               | Anthony Davidson Sébastien Buemi Kazuki Nakajima   | Toyota Gazoo Racing   | Toyota TS050 Hybrid     | 6:01:26            | 1.047,03 km (650,59 mi) | Campeonato Mundial de Endurance da FIA | Relatório          | [ 10 ]             |
| 2021               | Mike Conway Kamui Kobayashi José María López       | Toyota Gazoo Racing   | Toyota GR010 Hybrid     | 6:00:33            | 1.000,96 km (621,97 mi) | Campeonato Mundial de Endurance da FIA | Relatório          | [ 11 ]             |
| Formato de 8 horas |                                                    |                       |                         |                    |                         |                                        |                    |                    |
| 2019               | Mike Conway Kamui Kobayashi José María López       | Toyota Gazoo Racing   | Toyota TS050 Hybrid     | 8:01:24            | 1.390,62 km (864,09 mi) | Campeonato Mundial de Endurance da FIA | Relatório          | [ 12 ]             |
| 2020               | Mike Conway Kamui Kobayashi José María López       | Toyota Gazoo Racing   | Toyota TS050 Hybrid     | 8:00:13            | 1.423,09 km (884,27 mi) | Campeonato Mundial de Endurance da FIA | Relatório          | [ 13 ]             |
| 2021               | Sébastien Buemi Brendon Hartley Kazuki Nakajima    | Toyota Gazoo Racing   | Toyota GR010 Hybrid     | 8:01:25            | 1.336,50 km (830,46 mi) | Campeonato Mundial de Endurance da FIA | Relatório          | [ 14 ]             |
| 2022               | Mike Conway Kamui Kobayashi José María López       | Toyota Gazoo Racing   | Toyota GR010 Hybrid     | 8:00:40            | 1.325,69 km (823,75 mi) | Campeonato Mundial de Endurance da FIA | Relatório          | [ 15 ]             |
| 2023               | Sébastien Buemi Brendon Hartley Ryo Hirakawa       | Toyota Gazoo Racing   | Toyota GR010 Hybrid     | 8:01:25            | 1.347,34 km (837,20 mi) | Campeonato Mundial de Endurance da FIA | Relatório          | [ 16 ]             |
| 2024               | Sébastien Buemi Brendon Hartley Ryo Hirakawa       | Toyota Gazoo Racing   | Toyota GR010 Hybrid     | 8:01:25            | 1.271,57 km (790,12 mi) | Campeonato Mundial de Endurance da FIA | Relatório          | [ 17 ]             |

## Estatísticas

### Vitórias por fabricante
| Posição | Construtor | Vitórias | Ano                         |
| ------- | ---------- | -------- | --------------------------- |
| 1       | Toyota     | 10       | 2013, 2014, 2017, 2019–2024 |
| 2       | Audi       | 2        | 2012, 2016                  |
| 3       | Porsche    | 1        | 2015                        |